# Algae River
Algae River är ett vattendrag i Antarktis. Det ligger i Östantarktis. Australien gör anspråk på området.